# Штруцљево
Штруцљево је насељено место у саставу општине Свети Криж Зачретје у Крапинско-загорској жупанији, Хрватска. До територијалне реорганизације у Хрватској налазило се у саставу старе општине Забок.

## Становништво
На попису становништва 2011. године, Штруцљево је имало 365 становника.

## Попис1991.
На попису становништва 1991. године, насељено место Штруцљево је имало 404 становника, следећег националног састава:
| Попис 1991.‍  | Попис 1991.‍  | Попис 1991.‍ | Попис 1991.‍ | Попис 1991.‍ |
| ------------ | ------------ | ----------- | ----------- | ----------- |
|              |              |             |             |             |
| Хрвати       | Хрвати       |             | 400         | 99,00%      |
| Руси         | Руси         |             | 1           | 0,24%       |
| неопредељени | неопредељени |             | 3           | 0,74%       |
| укупно: 404  |              |             |             |             |